# Российский государственный архив новейшей истории
Российский государственный архив новейшей истории (РГАНИ) — федеральный государственный архив Российской Федерации. В архиве хранятся документы отделов Центрального комитета КПСС, его отделов, съездов КПСС, первых секретарей партии. Архив преимущественно специализируется на хранении дел с 1952 по август 1991 года, однако имеются дела за более ранний и более поздний периоды.

## История
Архив был основан как архивные подразделения отделов ЦК РКП(б). До августа 1991 года фонды архива были привязаны к структурным подразделениям ЦК КПСС и не были сконцентрированы в одном месте.
24 августа 1991 года указом Президента РСФСР архивы КПСС были национализированы. 12 октября 1991 года постановлением Правительства РСФСР на базе архивных подразделений ЦК КПСС был образован Центр хранения современной документации (ЦХСД). Архив был открыт для исследователей 25 февраля 1992 г..
В марте 1999 года постановлением Президента РФ «О федеральных государственных архивах» ЦХСД переименован в РГАНИ (Российский государственный архив новейшей истории).

## Фонды

### Фонды объединений и учреждений
В состав РГАНИ входят документы, образовавшиеся в деятельности высших и центральных органов КПСС, Компартии РСФСР, созданных ими постоянных или временных комиссий, бюро, аппаратов ЦК КПСС и ЦК Компартии РСФСР, включая фото и фонодокументы, фонды личного происхождения ряда известных деятелей КПСС. Документы охватывают период с 1952 по август 1991 года, но имеются отдельные включения за 1922—1951 годы.
РГАНИ хранит документы XX—XXVІІІ съездов КПСС за 1956—1990 гг. (ф. 1), стенограммы и протоколы пленумов ЦК КПСС (ф. 2, 1941—1990), протоколы заседаний Политбюро (Президиума) ЦК КПСС и материалы к ним (ф. 3, 1952—1991). Все эти важнейшие документы в 1993—2000 гг. поступили на государственное хранение в РГАНИ из Архива Президента РФ.
Среди наиболее объёмных фондов РГАНИ — документы за 1952—1991 годы Секретариата ЦК КПСС (ф. 4), который организовывал исполнение решений съездов, конференций, пленумов и Политбюро (Президиума), занимался назначениями кадров, направлял работу аппарата ЦК. Особо выделяются среди них протоколы заседаний Секретариата ЦК и материалы к ним.
Фонд аппарата ЦК КПСС (ф. 5, документы за 1935—1951 гг., 1952—1991 гг., разделён на несколько десятков самостоятельных описей) содержит документы отделов, секторов и других структурных подразделений аппарата ЦК КПСС, которые обеспечивали работу Политбюро, Секретариата, Комиссий и Бюро ЦК, осуществляли контроль за исполнением партийных решений. Этот фонд включает документы Отдела международных связей, Идеологического отдела, Отдела организационно-партийной работы и Административного отдела, а также отделов науки, культуры, промышленности и др. Кроме того, в этом фонде находятся документы, поступившие в ЦК из органов высшего и центрального государственного управления, министерств, ведомств, а также от зарубежных партий, организаций и граждан. До времени изменения структуры аппарата ЦК в 1966 г. документы всех его отделов включались в раздельные описи, впоследствии документы разных отделов могли быть систематизированы и описаны как одна опись. Систематизация этого фонда, после его передачи в РГАНИ остаётся неизменной. Ряд фондов и частей фондов структурных подразделений аппарата ЦК имеет самостоятельные описи (фонды № 69, 77, 86, 90, 100).
В фондах Комитета партийного контроля при ЦК КПСС (КПК, ф. 6, 1952—1990) и других контрольных органов КПСС находятся протоколы заседаний Комитета, секретариатов съездов КПСС (копии), документы персональных дел членов КПСС.
В архиве сосредоточены фонды Управления делами ЦК КПСС (ф. 8, 1935—1990), которое занималось финансово-бюджетными вопросами, постоянных комиссий ЦК КПСС, материалы совещаний при ЦК КПСС (ф. 9, 1967—1990).
В РГАНИ имеется специальное собрание документов о международных совещаниях и переговорах с коммунистическими и рабочими партиями (ф. 10; 1956—1988).
В архиве сосредоточены документы Комиссии ЦК КПСС по вопросам идеологии, культуры и международных партийных связей (ф. 11, 1958—1961), протоколы заседаний и материалы к ним. Отдельный фонд составляет протоколы заседаний Бюро ЦК КПСС по РСФСР (ф. 13, 1956—1966), которое было образовано в целях конкретного руководства работой республиканских партийных и советских органов, общественных организаций, учреждений и предприятий РСФСР.
Обширный комплекс документов отложился в результате деятельности отдела по работе с загранкадрами и выезду за границу делегаций и отдельных лиц (ф. 69, 1930—1988), профсоюзного комитета профсоюзной организации аппарата ЦК КПСС (ф. 70, 1941—1991). Идеологической комиссии при ЦК КПСС (ф. 72, 1962—1964), партийного комитета парторганизации ЦК КПСС, (ф. 74, 1938, 1941—1991), Центральной контрольной комиссии ЦК КПСС (ЦКК КПСС) и Центральной Контрольной комиссии КП РСФСР (фонды № 88, 93, 1990—1991 гг.). Среди них — документы, поступившие в ЦК из органов высшего и центрального государственного управления, министерств, ведомств, а также от зарубежных партий, организаций и граждан. Самостоятельный комплекс составляют статистические документы отдела организационно-партийной работы (ф. 77, 1936—1991).
Сборники с основными показателями экономического и социального развития СССР, союзных республик, областей, краёв и автономных республик за 1970—1985 гг. находятся в фонде Центра обработки информации при Отделе социально-экономической политики ЦК КПСС (ф. 86).
РГАНИ имеет коллекцию копий рассекреченных документов за 1922—1991 годы (ф. 89, около 3 000 ед. хр.). Начало фонда-коллекции было положено коллекцией копий документов из фондов Архива Президента РФ (документы Политбюро), Министерства безопасности РФ, МИД РФ и некоторых других ведомств, рассекреченных для Конституционного Суда РФ по «делу КПСС» в 1992 г. Фонды РГАНИ включают также документы сектора единого партбилета ЦК КПСС и сектора учёта и анализа руководящих кадров орготдела ЦК КПСС (ф. 90, 1973—1991), где сосредоточены личные дела партийной номенклатуры, в том числе отчётные карточки на партбилеты образа 1973 г. (более 25 070 000 карточек) и статистическая документация о составе партийных кадров за 1925—1985 гг. За период 1990—1991 гг. имеются документы Центрального комитета КП РСФСР (ф. 92). Ряд материалов получен архивом из редакции журнала «Известия ЦК КПСС», который выпускался в период с 1989 по август 1991 гг. (ф. 95, 1988—1990) и редакции газеты «Советская Россия» (ф. 96, 1956—1988). В архиве сосредоточены также документы подотдела писем общего отдела ЦК (ф. 100, 1960—1991)..

### Личные фонды
В архиве имеется ряд фондов личного происхождения генеральных секретарей ЦК КПСС: Н. С. Хрущёва, Л. И. Брежнева, Ю. В. Андропова, М. С. Горбачёва, К. У. Черненко, а также секретаря ЦК КПСС, члена Политбюро М. А. Суслова, члена Политбюро ЦК КПСС и Председателя КПК при ЦК КПСС А. Я. Пельше (фонды № 52, 80, 81, 82, 83, 84, 85).